# FC Trollhättan
FC Trollhättan (FCT) är en fotbollsklubb i Trollhättan, som bildades under andra halvan av 2001 genom att de gamla rivalerna Trollhättans IF  och Trollhättans FK bestämde sig för att gå samman i en gemensam elitsatsning. De båda klubbarna spelade 2001 i samma division 2-serie. Den 16 oktober 2001 bildades föreningen formellt.

## Historik
Säsongen 2002 vann klubben Division 2 Västra Götaland och fick kvala till Superettan mot Falkenbergs FF, men förlorade på bortamålsregeln. Elva supporterbussar fylldes inför bortamatchen till Falkenberg och det som kom att kallas för "snömatchen". Snön föll under natten mot lördagen i Falkenberg och folk gick man ur huse för att skotta fram planen. Ett snötäckt Falkenberg väntade, men också en härlig grön fotbollsplan i detta vinterlandskap. FC Trollhättan tog ledningen med 1-0 i slutet av första halvlek och hade god kontroll på händelserna i den andra halvleken. I slutminuterna lyckades dock Falkenberg vända till 2-1 och Henrik Bertilsson skarvnickade in segermålet som tog Falkenberg till Superettan i den 86:e minuten.
Den 11 oktober 2008 stod det klart att FC Trollhättan vunnit division 1 södra och skulle spela i superettan säsongen 2009, efter att utmanaren till seriesegern Öster förlorat sin hemmamatch mot Torslanda med 1–2.
FCT lyckades hålla sig kvar i Superettan två säsonger, 2009 och 2010. 2009 klarade sig laget kvar tack vare kvalseger över Skövde AIK. 
2010 slutade FCT på näst sista plats och blev därmed degraderade till Division 1 Södra.
I samband med förlusten i sista matchen 2010 mot Öster (1-2) blev det klart att laget inte lyckats hålla sig kvar i Superettan, meddelande dåvarande tränaren Lars-Olof Mattsson att han slutar som tränare. 
Jesper Ljung tog över som huvudtränare. Jesper hade tidigare meriter som tränare från Holmalunds IF (2008–2009) och BK Häcken (2009–2010, U-lagstränare).
Jesper Ljung tränade laget till 2014 när FCT åkte ur division 1 Södra. Då tog Stefan Vennberg och Jörgen Ericsson över och FC Trollhättan inledde med tio raka segrar i division 2 och vann till sist serien, det avgjordes i sista hemmamatchen.
2016 blev man degraderad till division 2 genom kval mot FC Rosengård som vann båda mötena (2-1, 1-2). Jörgen Eriksson meddelade att han skulle sluta som tränare efter säsongens slut och tog över IFK Uddevalla.
2017 spelade laget i division 2 Norra Götaland och slutade tvåa. Kvalspel mot Eskilsminne IF och Lunds BK.
Under åren 2011–2016 hade man igång ett U19-lag som då spelade i Junior allsvenskan södra. Men detta lades ner efter säsongen 2016, och det dröjde ända fram till i slutet av 2018 som en ny satsning var igång med talangfulla killar födda 2002–2004 ett så kallat U17-lag och det blev succé direkt med serievinst och inför säsongen 2020 har man fått in fler tillskott men även tappat flera tongivande spelare. Laget kommer att ledas av Christer Fredricson och Christian Hultberg
FC Trollhättan har haft många spelare genom åren som gått vidare till både Superettan, Allsvenskan och proffsspel. Exempel på några är Jakob Johansson, Tom Pettersson, Björn Andersson, Johan Dahlin, Erik Dahlin, Alexander Faltsetas, Viktor Sköld, Simon Hedlund och Petrit Zhubi.

## Spelare

### Spelartruppen
(L) - Inlånad spelare
| Nummer      | Land        | Spelare              | Födelsedatum      | Kom från          | Moderklubb          |           |
| Målvakter   | Målvakter   | Målvakter            | Målvakter         | Målvakter         | Målvakter           | Målvakter |
| ----------- | ----------- | -------------------- | ----------------- | ----------------- | ------------------- | --------- |
| 1           | Nya Zeeland | Cameron Hogg         | 1 januari 1996    | Umeå FC           | Forest Hill Milford |           |
| 25          | Sverige     | Jimmy Henriksson     | 5 juli 2005       | Gerdskens BK      | Stora Mellby SK     |           |
| Försvarare  |             |                      |                   |                   |                     |           |
| 2           | Sverige     | Samuel Rundqvist     | 14 maj 1999       | Vårgårda IK       | Annelunds IF        |           |
| 3           | Sverige     | Liam Svensson (L)    | 6 juli 2006       | Mjällby AIF       | Sölvesborgs GoIF    |           |
| 4           | Sverige     | Viggo van der Laan   | 12 april 2006     | BK Häcken         | Djurgårdens IF      |           |
| 5           | Sverige     | Nils Svensson        | 9 maj 2002        | HJK               | Melleruds IF        |           |
| 14          | Sverige     | Tyler Sernling       | 17 januari 2001   | Sävedalens IF     | Örgryte IS          |           |
| 15          | Sverige     | Mohamed Belouchi     | 4 juni 2001       | Team TG FF        | Skellefteå FF       |           |
| 19          | Sverige     | Filip Sterner        | 24 maj 2005       | Vänersborgs IF    | Vänersborgs IF      |           |
| -           | Sverige     | David Wänblom        | 3 november 2006   | Trollhättans BoIS | Trollhättans BoIS   |           |
| Mittfältare |             |                      |                   |                   |                     |           |
| 8           | Sverige     | Emilio Reljanovic    | 14 augusti 2001   | Lidköpings FK     | Lidköpings IF       |           |
| 12          | Sverige     | Abdirsak Hassan      | 3 februari 2005   | Gais              | Angered MBIK        |           |
| 13          | Sverige     | Melwin Berg          | 19 april 2004     | IFK Göteborg      | Halvorstorps IS     |           |
| 18          | Sverige     | Semir Bosnic         | 6 juli 2004       | BK Häcken         | BK Häcken           |           |
| 21          | Sverige     | Elias Forsberg       | 27 januari 2006   | FC Trollhättan U  | Halvorstorps IS     |           |
| 23          | Sverige     | William Jensen       | 14 september 2000 | IK Gauthiod       | Trollhättans FK     |           |
| Anfallare   |             |                      |                   |                   |                     |           |
| 7           | Sverige     | Hugo Tilly           | 20 april 2002     | IK Oddevold       | Lidköpings IF       |           |
| 10          | Sverige     | Carl Lext            | 2 november 1996   | IK Oddevold       | Trollhättans BoIS   |           |
| 11          | Sverige     | Yahye Abdi           | 15 september 2006 | Vänersborgs IF    | Vänersborgs IF      |           |
| 17          | Sverige     | Valter Hermansson    | 20 november 2008  | Trollhättans BoIS | Trollhättans BoIS   |           |
| 22          | Sverige     | Destiny Eze          | 25 maj 2004       | Skiljebo SK       | Västerås SK         |           |
| -           | Sverige     | Landi Osuna Ericsson | 7 juli 2006       | FC Trollhättan U  | Halvorstorps IS     |           |

### Utlånade spelare
| Nr | Land    | Pos | Namn                                                  |
| -- | ------- | --- | ----------------------------------------------------- |
| 20 | Sverige | A   | Daniel Daoud (i Vänersborgs FK till 31 december 2025) |

| Nr | Land | Pos | Namn |
| -- | ---- | --- | ---- |

### Profiler
- Per Eriksson (2003–2010)
- Josef Daoud (2011– ) - 82 mål för klubben
- Pontus Johansson (2009– ) Kulturbärare
- Andreas Wiklund - främste målskytt då med 48 mål (2003–2010)
- Ali Mohammadian (2003–2011)
- Marcus Dahlin - 79 allsvenska matcher för Örgryte IS (2009–2010)
- Alexander Faltsetas (2009)
- Andreas Kristoffersson (2002–2006)
- Tom Pettersson (2008–2011)
- Boyd Mwila (2010–2012)
- Janne Moilanen (2004–2005)
- Fredrik Olsson (2002–2011)
- Petrit Zhubi (2009–2011)
- Jonas Bjurström (2014–2015)
- Edwin Phiri (2010–2014)
- Victor Sköld (2010–2011)
- Ulf Carlsson - höll nollan i nio raka inledande matcher 2002 (2002–2004)
- Tobias Wennergren (2002–2011)
- Jakob Johansson (2006)

Bröderna Johan och Erik Dahlin, målvakter, har båda spelat A-lagsmatcher för FC Trollhättan.

### Målskyttar genom åren
- 82 mål - Josef Daoud (2011–2017, 2017–2018)
- 48 mål - Andreas Wiklund (2003–2009)
- 47 mål - Andreas Kristoffersson (2002–2006)
- 29 mål - Per Eriksson (2003–2009)
- 23 mål - Martin Scherdin (2007–2008)

## Tränare
- Mak Lind (2023– )
- William Lundin (2018–2022)
- Tor-Arne Fredheim (2017)
- Jörgen Eriksson (2015–2016)
- Stefan Vennberg (2015–halva 2016)
- Jesper Ljung (2011–2014)
- Lars-Olof Mattsson (2007–2010)
- Jonas Olsson (2004–2006)
- Kjell Pettersson (2002–2003)

## Klubbfakta[9]
- Största seger - FC Trollhättan - Karlslund 7-0 26 april 2015 [10], FC Trollhättan - Lerums IS 7-0 3 september 2017 [11]
- Största förlust - Falkenbergs FF - FC Trollhättan 7-0 14 september 2009 [12]
- Publikrekord - FC Trollhättan - Husqvarna FF med 5 484 den 1 maj 2006 [13]
- Fotbollsansvarig - Daniel Lenartsson (2014–)
- Ordförande - Per Hallberg (2014–)
- Flest möten med: Qviding FIF, 21 matcher. 10 segrar, 2 oavgjorda, 9 förluster. 34-24 i mål.

## Arrangemang
- FC Trollhättan har arrangerat en rad matcher utöver serie- och cupspel. Sommarmatcher mot bland andra Millwall (0-2, 2002 [14]), Las Palmas (2-1, 2002), Tottenham Hotspur (1-0, 2004), West Ham Untied (0-3, 2005 och 0-2, 2006 [15]), Reading FC (1-4, 2008). Utöver detta har FCT mött det svenska U21-landslaget och vann med 2-0 år 2002 [16].

Dessutom har klubben ansvarat för tre U21-landskamper och slog det gällande publikrekordet för U21-fotboll tre gånger i följd.
- 2003 Sverige-San Marino 6-0 (ändrades till 0-3) Publik: 7 864 [17]
- 2004 Sverige-Kroatien 0-2 Publik: 8 800 [18]
- 2006 Sverige-Serbien 0-5 Publik: 9 390 [19]

## Meriter
- Superettan
  - Spel i Superettan 2009-2010 [20] [21]
  - Kval till Superettan (13): 2009 [22]

- Division 1
  - Segrare (1): 2008[23]

- Division 2
  - Segrare (2): 2002[24], 2015[25]

- Svenska Cupen
  - 2017: Malmö FF på hemmaplan inför över 3 000 personer. Matchen slutade 1-4 [26] [27]
  - 2016: Gruppspel i Svenska Cupen, en vinst, en förlust, en oavgjord (Gefle, Häcken, BP) [28]
  - 2015: Gruppspel i Svenska Cupen, en vinst och två oavgjorda. (Myresjö, IFK Göteborg, Ljungskile SK) [29]
  - 2011: Tredje omgången i Svenska Cupen, förlust mot Trelleborgs FF (1-2) [30]
  - 2010: Tredje omgången i Svenska Cupen, förlust mot Kalmar FF (0-3) [31]
  - 2006: Tredje omgången i Svenska Cupen, förlust mot IF Elfsborg (1-4) [32]